# تلماخوس

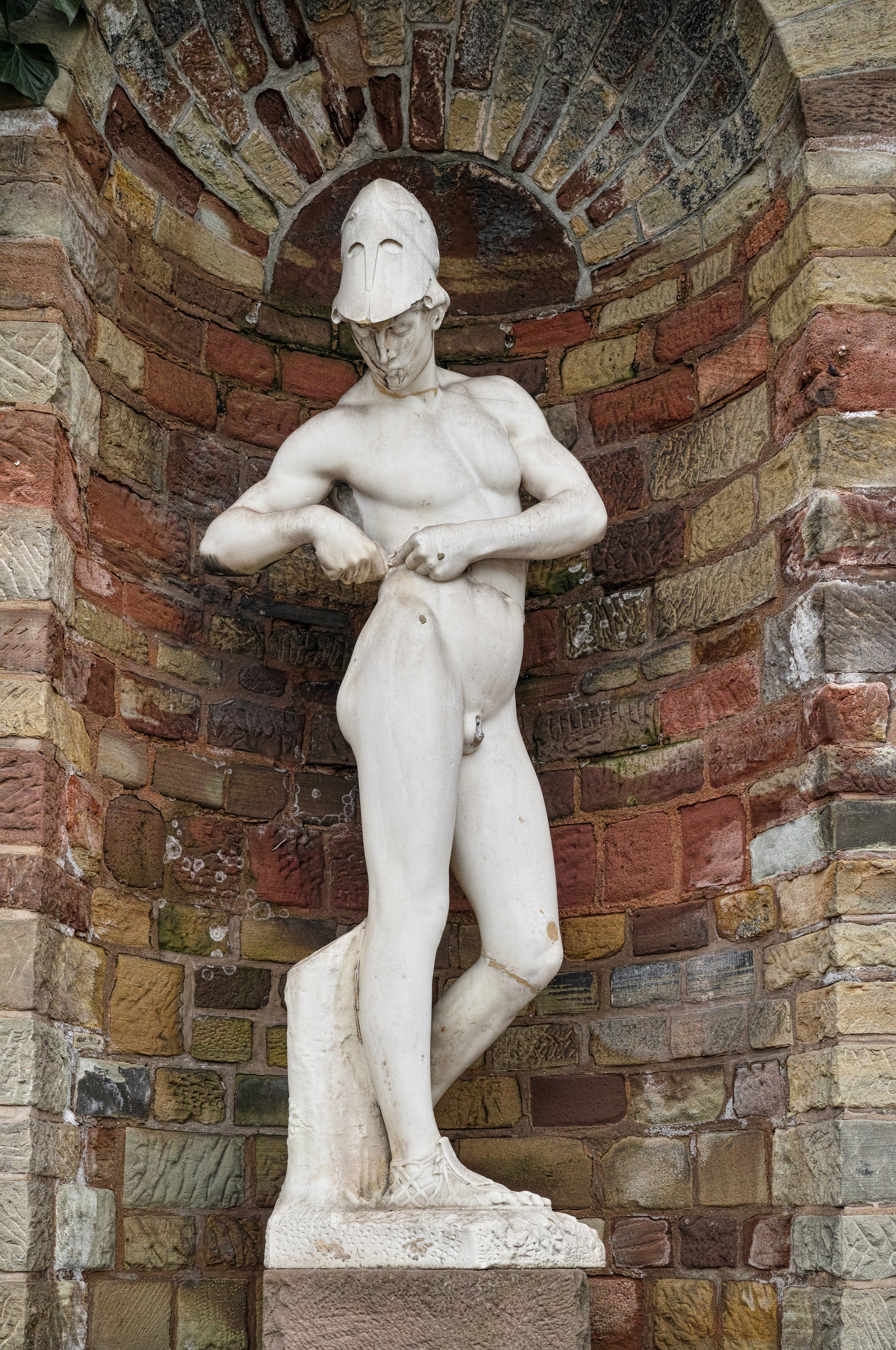
مجسمه تلماخوس

تلماخوس (به انگلیسی: Telemachus)، در اسطوره‌های یونان پسر اودوسئوس و پنلوپه است.
در کودکی پسری ترسو بود. اما آتنه به او شجاعت بخشید. در دوران سرگردانی پدر به جستجویش رفت.کسی که تربیت تلماخوس را بعد پدر بر عهده گرفت، منتور بود. پس از پایان جنگ تروآ که اودیسه در آن شرکت داشت، بیشتر دلاوران یونانی به زادگاه خود بازگشتند اما اودیسه نتوانست. زیرا که  تنها چشم پولیفم، پسر پوزئیدون را کور کرده بود. به خواست پوزئیدون بیست سال به دور از ایتاکا سرزمین مادری‌اش بود. در این مدت خواستگاران پنلوپه، همسر اودیسه هر روز وارد خانه‌اش می‌شدند و گاو و بز‌های پروار می‌خوردند و باده می‌نوشیدند، سرمایه و ثروت اودیسه را تباه می‌کردند. پنلوپه درخواست آنها را برای زناشویی رد می‌کرد و این وضعیت به مدت سالها ادامه پیدا کرد. تلماخوس که از این وضعیت خشمگین بود، به راهنمایی آتنه که خود را به شکل منتور کرده بود به پیلوس و اسپارت سفر کرد تا نشانی پدرش را از آنها بپرسد. پس از آنکه به ایتاکا بازگشت، پدر خویش را دید که به زادگاهش برگشته است. آن دو نقشه‌ای کشیدند و خواستگاران را در خانه خود کشتند.